# Saint-Julien-Maumont
Saint-Julien-Maumont – miejscowość i gmina we Francji, w regionie Nowa Akwitania, w departamencie Corrèze.
Według danych na rok 1990 gminę zamieszkiwało 157 osób, a gęstość zaludnienia wynosiła 25 osób/km² (wśród 747 gmin Limousin Saint-Julien-Maumont plasuje się na 466. miejscu pod względem liczby ludności, natomiast pod względem powierzchni na miejscu 629.).